# Paz mundial

O símbolo do desarmamento nuclear, comumente chamado de "símbolo da paz".

Paz mundial, ou paz na Terra, é o conceito de um estado ideal de felicidade, liberdade e paz dentro e entre todas as pessoas e nações do planeta Terra. Essa ideia de não-violência mundial é uma motivação para as pessoas e nações cooperarem, voluntariamente ou em virtude de um sistema de governança que tenha esse objetivo. Diferentes culturas, religiões, filosofias e organizações têm conceitos variados sobre como esse estado acontece. 
Várias organizações religiosas e seculares declararam ter o objetivo de alcançar a paz mundial, abordando direitos humanos, tecnologia, educação, engenharia, medicina ou diplomacia, usados como fim de todas as formas de luta. Segundo o site oficial da Organização das Nações Unidas, desde 1945 a organização e os cinco membros permanentes do seu Conselho de Segurança, China, França, Rússia, Reino Unido e Estados Unidos, operam com o objetivo de resolver conflitos sem guerra ou declarações de guerra.

## Dia internacional da paz
O Dia Internacional da Paz, às vezes chamado de Dia Mundial da Paz, é comemorado anualmente em 21 de setembro. É dedicado à paz, especificamente à ausência de guerra e violência, e pode ser comemorado por um cessar-fogo temporário em uma zona de combate. O Dia Internacional da Paz foi estabelecido em 1981 pela Assembléia Geral das Nações Unidas. Duas décadas depois, em 2001, a Assembléia Geral votou por unanimidade para designar o dia como um dia de prevenção da violência e do cessar-fogo. A celebração deste dia é reconhecida por muitas nações e pessoas. Em 2013, pela primeira vez, o dia foi dedicado à educação para a paz, ou seja, pelos principais meios preventivos para reduzir a guerra de maneira sustentável.